# Diprotodontidae
I diprotodontidi (Diprotodontidae) sono una famiglia di marsupiali estinti, vissuti tra l'Oligocene e il Pleistocene (28 milioni di anni fa - 10.000 anni fa). I loro resti sono stati ritrovati esclusivamente in Australia e in Nuova Guinea. A questa famiglia appartengono i più grandi marsupiali mai esistiti.

## Descrizione
Le dimensioni di questi animali erano notevoli, e in alcuni casi potevano essere impressionanti: il più noto e più grande rappresentante della famiglia, Diprotodon, raggiungeva i 4 metri di lunghezza e la taglia complessiva rivaleggiava con quella dei più grandi rinoceronti di oggi. La corporatura dei diprotodontidi era massiccia, con un corpo pesante sorretto da zampe forti. Il cranio, generalmente, era molto alto e corto; in alcune forme (come Zygomaturus) vi erano notevoli sporgenze ossee, mentre altre specie (Alkwertatherium) erano dotate di un muso allungato. I molari erano semplici e bilofodonti, adatti a brucare vegetali. L'aspetto generale di questi animali poteva essere simile a un bizzarro incrocio tra un vombato e un rinoceronte.

## Classificazione
Descritti per la prima volta alla fine dell' '800, questi animali danno il nome a un intero ordine di marsupiali, i diprotodonti, attualmente rappresentati da numerose forme come i koala, i canguri, i vombati, gli opossum australiani e il petauro. Le affinità all'interno della famiglia dei diprotodontidi, però, non furono chiare fino al 1967, quando uno studio di Stirton, Woodburne e Plane mise in luce l'esistenza di tre sottofamiglie, Zygomaturinae, Nototheriinae e Diprotodontinae.
Altri studi (Archer, 1977) hanno ipotizzato che i nototeriini fossero semplicemente forme primitive di zigomaturini. Tra le forme più note, oltre ai già citati Diprotodon, Zygomaturus e Alkwertatherium, da ricordare Neohelos, Euryzygoma, Nototherium, Silvabestius, Kolopsis e Pyramios.

## Curiosità
La possibilità che resti subfossili di diprotodontidi siano stati trovati anche in Nuova Caledonia è stata ventilata più volte, ma nessuna descrizione scientifica ufficiale lo ha mai confermato. Si tratterebbe di alcune ossa di "rinoceronte" trovate a metà '800, consegnate a Richard Owen ma mai descritte.